# Boris Giltburg
Boris Giltburg est un pianiste israélien, né en 1984 à Moscou dans une famille juive.
Il grandit à Tel Aviv où il commence ses études de piano à l'âge de cinq ans avec sa mère, puis avec Arie Vardi (en) entre 1995-2007.

## Récompenses
Il remporte plusieurs récompenses de nombreux premiers prix (Newport 1997, Ettlingen 1998, European Union Youth Music 1998, Rome 1999, Israel “Voice of Music” 2000, Vendôme 2003).
En 2002, Boris Giltburg est le lauréat du Concours international de piano Paloma O'Shea et remporte le Prix du Public Sony pour son interprétation du Concerto no 3 de Bartók accompagné par l'Orchestre symphonique de Londres et Rafael Frühbeck de Burgos.
Boris Giltburg commence sa carrière musicale en février 2005 avec l'Orchestre philharmonique d'Israël et a été invité à jouer sous la baguette de Christoph von Dohnanyi en décembre 2005. Il a également joué avec l'Orchestre symphonique de Jérusalem et plusieurs fois avec l'Orchestre de chambre d'Israël avec lequel il a réalisé une tournée aux États-Unis sous la direction de Philippe Entremont.
Boris Giltburg se fait remarquer à New York (Metropolitan Museum of Art), Vienne (Konzerthaus avec le Vienna Chamber Orchestra), Paris (deux récitals), et Naples (Teatro San Carlo). En juin 2005, il a remporté un très vif succès à Tokyo, jouant la Sonate no 5 de Beethoven avec l'Orchestre symphonique de Prague pour la Fondation Musashino. Il s'est produit avec l'Orchestre symphonique de Londres, le BBC National Orchestra of Wales, l'Orchestre de la Fondation Gulbenkian, le Jerusalem Symphony, le Stuttgart Philharmonic et a joué avec orchestre à Madrid, Asturias, en Galice, à Leon, à Malaga et à Murcia ainsi qu'en Amérique du Sud. Il a joué en récital au Festival Chopin du Duszniki, au Musical Olympus de Saint-Pétersbourg, au Wiltz Festival au Luxembourg et dans les plus grandes salles en Espagne.
Au cours de l'automne 2005, Boris Giltburg réalise une tournée en Amérique du Sud et plusieurs récitals à Francfort et à Munich.
En 2006, outre son apparition au Festival International Piano aux Jacobins, Boris Giltburg se produit au Festival International de Piano de Miami et au Festival Cheltenham.
Le 2 juin 2013, il gagne le premier prix du concours international Reine Elisabeth ainsi que le prix du public de la VRT à Bruxelles.

## Production discographique
Boris Giltburg signe avec le label EMI avec lequel il enregistre les sonates de Prokofiev et Scriabine ainsi que les Tableaux d'une exposition de Moussorgski. En 2019 est sorti son album de Liszt : Études d'exécution transcendantes.